# クリスチャン・パチェ
- クリスティアン・パチェ
- クリスチャン・パシェイ

クリスチャン・ラファエル・パチェ（Cristian Rafael Pache, スペイン語発音: [ˈkɾis.tjãm ˈpa.t͡ʃe]，英語発音: /ˈkrɪst͡ʃən ˈpɑt͡ʃeɪ/; 1998年11月19日 - ）は、ドミニカ共和国サントドミンゴ出身のプロ野球選手（外野手）。右投右打。MLBのアリゾナ・ダイヤモンドバックス傘下所属。

## 経歴

### プロ入りとブレーブス時代
2015年7月にインターナショナル・フリーエージェントでアトランタ・ブレーブスと契約してプロ入り。契約金は140万ドル。
2016年に傘下のルーキー級ガルフ・コーストリーグ・ブレーブスでプロデビュー。アパラチアンリーグのルーキー級ダンビル・ブレーブスでもプレーし、2球団合計で57試合に出場して打率.309、21打点、11盗塁を記録した。
2017年はA級ローム・ブレーブスでプレーし、119試合に出場して打率.281、42打点、32盗塁を記録した。
2018年にMLB.comが発表したプロスペクトランキングでは、ブレーブスの組織内で9位にランクインした。シーズンではA+級フロリダ・ファイヤーフロッグスとAA級ミシシッピ・ブレーブスでプレーし、2球団合計で122試合に出場して打率.279、9本塁打、47打点、7盗塁を記録した。オフにはアリゾナ・フォールリーグに参加し、ピオリア・ハベリーナズに所属した。
2019年はAA級ミシシッピとAAA級グウィネット・ストライパーズでプレーし、2球団合計で130試合に出場して打率.277、12本塁打、61打点、8盗塁を記録した。7月にはオールスター・フューチャーズゲームのナショナルリーグ選抜に選出された。オフの11月19日にはルール・ファイブ・ドラフトでの流出を防ぐために40人枠入りした。
2020年8月18日にメジャー初昇格を果たし、メジャーデビューとなった21日のフィラデルフィア・フィリーズ戦では「9番・左翼手」で先発出場して6回裏にコール・アービンからメジャー初安打を放った（この試合での結果は4打数1安打）。

### アスレチックス時代
2022年3月14日にマット・オルソンとのトレードで、シェイ・ランゲリアーズ、ライアン・キューシック、ジョーイ・エステスと共にオークランド・アスレチックスへ移籍した。

### フィリーズ時代
2023年3月29日にビリー・サリバンとのトレードで、フィラデルフィア・フィリーズへ移籍した。

### オリオールズ時代
2024年7月26日にオースティン・ヘイズとのトレードで、セランソニー・ドミンゲスと共にボルチモア・オリオールズへ移籍した。8月2日にリリースされFAとなった。

### マーリンズ時代
2024年8月2日にウェイバー公示を経てマイアミ・マーリンズへ移籍した。しかし9月24日に40人枠を外れ、10月1日にFAとなった。

### ダイヤモンドバックス傘下時代
2024年12月19日にアリゾナ・ダイヤモンドバックスとマイナー契約を結んだ。

## 選手としての特徴
マイナーリーグ全体でもベストと評される中堅守備が最大の売り物で、俊足を生かした広大な守備範囲も備える。打撃では2017年まで本塁打がなかったが、2018年は1年で9本塁打を放つなど長打力も向上しており、将来は12〜15本塁打は打てる可能性があると言われている。

## 詳細情報

### 年度別打撃成績
| 年 度    | 球 団    | 試 合 | 打 席 | 打 数 | 得 点 | 安 打 | 二 塁 打 | 三 塁 打 | 本 塁 打 | 塁 打 | 打 点 | 盗 塁 | 盗 塁 死 | 犠 打 | 犠 飛 | 四 球 | 敬 遠 | 死 球 | 三 振 | 併 殺 打 | 打 率 | 出 塁 率 | 長 打 率 | O P S |
| -------- | -------- | ----- | ----- | ----- | ----- | ----- | -------- | -------- | -------- | ----- | ----- | ----- | -------- | ----- | ----- | ----- | ----- | ----- | ----- | -------- | ----- | -------- | -------- | ----- |
| 2020     | ATL      | 2     | 4     | 4     | 0     | 1     | 0        | 0        | 0        | 1     | 0     | 0     | 0        | 0     | 0     | 0     | 0     | 0     | 2     | 0        | .250  | .250     | .250     | .500  |
| 2021     | ATL      | 22    | 68    | 63    | 6     | 7     | 3        | 0        | 1        | 13    | 4     | 0     | 0        | 2     | 0     | 2     | 0     | 1     | 25    | 1        | .111  | .152     | .206     | .358  |
| 2022     | OAK      | 91    | 260   | 241   | 18    | 40    | 5        | 2        | 3        | 58    | 18    | 2     | 2        | 3     | 0     | 15    | 0     | 1     | 70    | 5        | .166  | .218     | .241     | .459  |
| 2023     | PHI      | 48    | 95    | 84    | 12    | 20    | 7        | 1        | 2        | 35    | 11    | 2     | 3        | 1     | 0     | 10    | 0     | 0     | 27    | 1        | .238  | .319     | .417     | .736  |
| MLB：4年 | MLB：4年 | 163   | 427   | 392   | 36    | 68    | 15       | 3        | 6        | 107   | 33    | 4     | 5        | 6     | 0     | 27    | 0     | 2     | 124   | 7        | .173  | .230     | .273     | .503  |

- 2023年度シーズン終了時

### 年度別守備成績
| 年 度 | 球 団 | 左翼（LF） | 左翼（LF） | 左翼（LF） | 左翼（LF） | 左翼（LF） | 左翼（LF） | 中堅（CF） | 中堅（CF） | 中堅（CF） | 中堅（CF） | 中堅（CF） | 中堅（CF） | 右翼（RF） | 右翼（RF） | 右翼（RF） | 右翼（RF） | 右翼（RF） | 右翼（RF） |
| 年 度 | 球 団 | 試 合      | 刺 殺      | 補 殺      | 失 策      | 併 殺      | 守 備 率   | 試 合      | 刺 殺      | 補 殺      | 失 策      | 併 殺      | 守 備 率   | 試 合      | 刺 殺      | 補 殺      | 失 策      | 併 殺      | 守 備 率   |
| ----- | ----- | ---------- | ---------- | ---------- | ---------- | ---------- | ---------- | ---------- | ---------- | ---------- | ---------- | ---------- | ---------- | ---------- | ---------- | ---------- | ---------- | ---------- | ---------- |
| 2020  | ATL   | 2          | 3          | 0          | 0          | 0          | 1.000      | -          | -          | -          | -          | -          | -          | -          | -          | -          | -          | -          | -          |
| 2021  | ATL   | -          | -          | -          | -          | -          | -          | 22         | 42         | 0          | 1          | 0          | .977       | -          | -          | -          | -          | -          | -          |
| 2022  | OAK   | -          | -          | -          | -          | -          | -          | 90         | 197        | 1          | 1          | 0          | .995       | -          | -          | -          | -          | -          | -          |
| 2023  | PHI   | 24         | 22         | 0          | 1          | 0          | .957       | 19         | 35         | 2          | 0          | 0          | 1.000      | 3          | 6          | 0          | 0          | 0          | 1.000      |
| MLB   | MLB   | 26         | 25         | 0          | 1          | 0          | .962       | 131        | 274        | 3          | 2          | 0          | .993       | 3          | 6          | 0          | 0          | 0          | 1.000      |

- 2023年度シーズン終了時

### 記録
MiLB
- オールスター・フューチャーズゲーム選出：1回（2019年）

### 背番号
- 14（2020年）
- 25（2021年）
- 20（2022年）
- 19（2023年 - 2024年7月23日）
- 26（2024年7月26日 - 2024年8月1日）
- 20（2024年8月2日 - 同年終了）